# Papauté ostrogoth

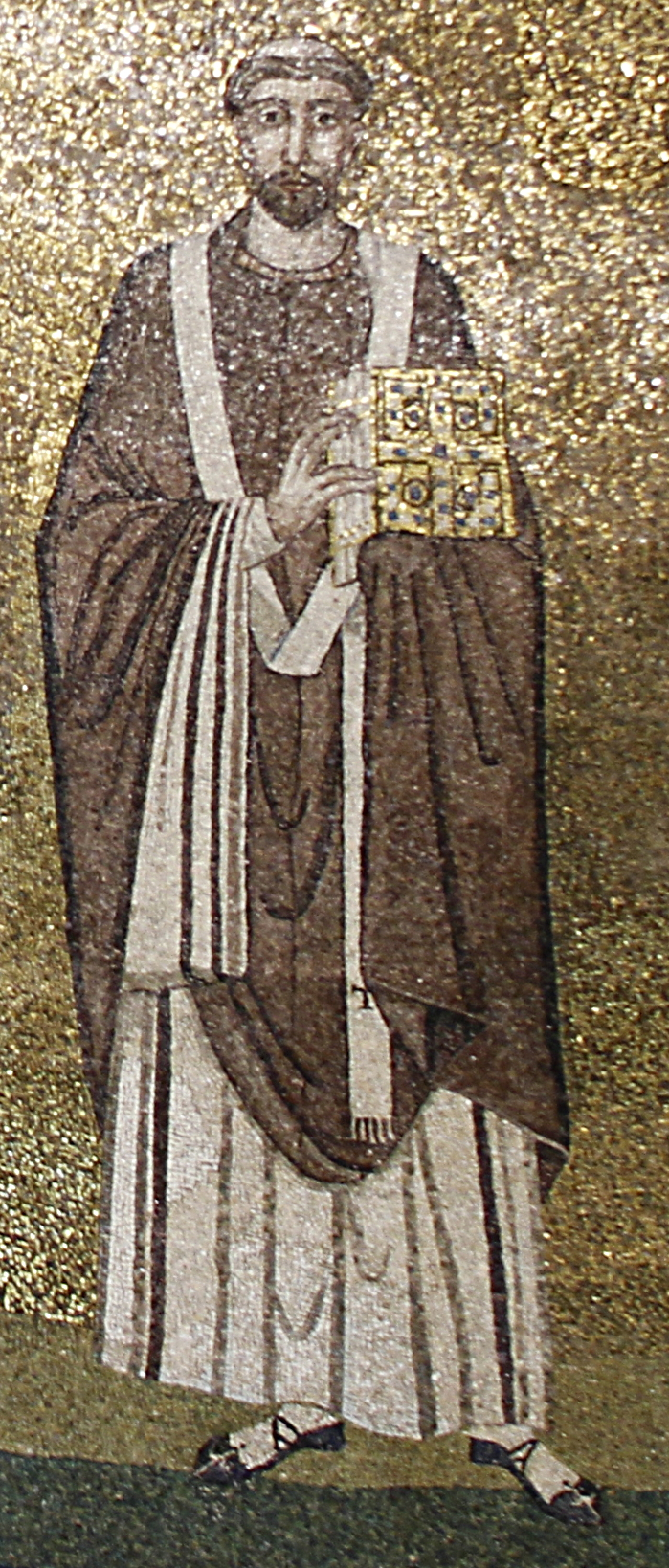
Pape Symmaque

La papauté ostrogoth est une période de l'histoire de la papauté, qui s'étend de l'an 493 à l'an 537, marquée par la domination des Ostrogoths sur le territoire originel de l'Empire romain, en Italie, sous le nom de Royaume ostrogoth. La papauté ostrogoth est un terme qui désigne le règne des évêques de Rome (ou papes) entre 492 et 537. Cette période est caractérisée par le mélange des cultures byzantines et gothiques à travers le règne de Théodoric et de ses successeurs. Cette période se définit aussi par un désaccord au sujet du concile de Chalcédoine qui commence avant la présence ostrogothique en Italie et se résout durant le règne pontifical d’Hormisdas. Elle se finit durant le règne de Justinien avec la reprise de contrôle de l'Empire byzantin sur l’exarchat de Ravenne.

## Contexte historique
Théodoric est le roi le plus iconique du royaume ostrogoth. Pour confirmer la légitimité de son règne, celui-ci désire obtenir la reconnaissance de l’Empire byzantin. Après les la fin de l’Empire romain d’Occident, le nord de l’Italie est pratiquement détruit et subit un grave contrecoup démographique. Dans la continuité de la tradition impériale romaine, Théodoric se présente comme un roi chrétien de confession arienne. Il participe aux débats pour décider de la succession des évêques de Rome comme le prouve son implication dans le schisme laurentien. Son royaume est divisé entre les deux centres d’influence que sont Rome et Ravenne. Les relations avec l’Empire byzantin sont tendues en raison de la demande de reconnaissance de Théodoric en tant que souverain et les tensions avec les évêques de Rome au sujet des décisions prises durant le concile de Chalcédoine.

## Histoire et évolutions de l'Église
Grâce à l’influence de Cassiodore, l’étude des arts libéraux est remaniée au cours du sixième siècle pour christianiser les derniers éléments païens restants. L’usage du latin et du syriaque est aussi privilégié au grec. L’administration de l’Église se base toujours sur les institutions romaines déjà existantes durant l’Antiquité tardive. Le seul changement majeur de la bureaucratie pontificale est l’apparition des notarii. Ceux-ci sont des clercs qui assistent les évêques dans la production et l’archive des documents écrits. Cependant, on ne connait pas le processus d’embauche des notarii ou même si ce poste pouvait être occupé par des laïcs. On voit également l’apparition de certains postes qui ne restent pas en action de façon consistante durant toute la période. L’archéologie ne permet pas de démontrer de résidence commune aux papes de cette période. Une tendance présente dans le Liber Pontificalis semble avoir été de créer des centres d’archives personnelles uniques à chaque pape, comme Agapet Ier. Les papes tentent de consolider leur pouvoir politique en s’alliant avec les forces ostrogothiques. L’Église peut servir de notaire et de superviseur dans le cadre des achats de propriétés foncières. Les évêques exercent ces deux fonctions ainsi que de collecter les impôts et les loyers. Ils peuvent aussi être les arbitres de conflits entre clercs.
La régularisation de la succession des évêques de Rome est un phénomène qui ne s’achève que vers la fin du royaume ostrogoth en Italie. La succession est un processus complexe et souvent terni de corruption. Les doubles élections sont courantes. Le schisme laurentien et l’élection de Dioscore et Boniface II en sont d’excellents exemples. Il semble qu’au début du royaume ostrogoth, la pratique purement élective est remplacée par la désignation d’un successeur durant le règne de l’évêque de Rome. Ce candidat était souvent soutenu par les pouvoirs ostrogothiques ou byzantins, jamais des deux. Après de nombreux échecs des évêques de Rome à stabiliser le processus de succession tels Félix IV, le Sénat s’en mêle et interdit la contestation de la succession papale.

## Papes importants

### Gélase1er(492-496) et la fondation du pouvoir pontifical[1]
Premier pape ostrogoth, Gélase Ier s’oppose à l’empereur Anastase Ier au sujet du canon XXVIII du concile de Chalcédoine qui ne permet pas à Rome de conserver sa position privilégiée au sein de l’Empire. Il refuse toute discussion avec l’empereur Anastase en prétextant l’implication d’Acace. Gélase se base sur la tradition apostolique de Rome et le devoir de l’Église de veiller au salut du peuple pour hausser son pouvoir au même rang que celui de l’empereur. Cette doctrine est connue sous le nom de auctoritas sacrata. Avec l’appui de Théodoric, Gélase interdit à Anastase de se mêler des affaires religieuses de Rome. Ces idées sont reprises par ses successeurs pour renforcer la supériorité du pouvoir spirituel face au pouvoir royal et impérial. Il est également à l’origine d’une nouvelle nomination pour désigner les possessions matérielles de l’Église (patrimonia). Il réunit les dépenses dans un seul livre de compte, le polyptica. Il tente également de réguler les pratiques sexuelles et liturgiques du clergé avec un édit publié en 494. Bien que des lettres postérieures indiquent un échec de la mise en place de ces mesures, cela montre néanmoins la volonté d’asseoir l’autorité du pape sur le reste de clergé. L’un de ses écrits les mieux connus sont ses lettres contre les Lupercales, une tradition païenne toujours pratiquée par certaines familles aristocratiques romaines. Il persécute aussi les Manichéens et les Monophysites pour lesquels l’empereur Anastase Ier avait beaucoup d’affection. Cependant, certains chercheurs remettent en question cet épisode qui s’expliquerait par une volonté de restaurer l’autorité de Gélase de façon posthume.

### Symmaque (498-514) et le schisme laurentien
Symmaque est surtout connu pour son élection très compliquée souvent désignée sous le nom de « schisme laurentien ». Son aménagement de la basilique Nomentane est la seule trace de résidence d’un pape de l’ère ostrogothique.
Selon la version du Liber Pontificalis, Laurent et Symmaque sont élus au même moment. Pour se départager, ils envoient des clercs à Ravenne pour trouver Théodoric. Celui-ci affirme que le candidat légitime est celui qui a été élu en premier et qui a le plus de partisans. Après une enquête effectuée, Symmaque est nommé pape et Laurent devient évêque. Des sénateurs, insatisfaits du nouveau pontife, l’accusent donc de choses non spécifiées et ramènent Laurent à Rome. Des persécutions envers les partisans de Symmaque commencent. Les détails de la restauration sont absents de même que toute implication de Théodoric directe dans le conflit. À la suite de cet épisode, Symmaque aurait découvert un groupe de Manichéens et aurait brûlé leurs ouvrages. Cependant, certains chercheurs pensent que comme dans le cas de Gélase, ceci n’est qu’une tentative de restaurer l’image d’un des papes les plus controversés de son temps.
Selon la version moderne, le pape Anastase III meurt sans nommer son successeur et on procède donc à une élection. Symmaque est élu et reconnu par Théodoric mais doit cependant fuir à Ravenne en 501 devant l'insistance des partisans de Laurent. Ceux-ci l’accusent de nombreux crimes, dont l’aliénation de propriétés foncières de l’Église, la célébration de Pâques le mauvais jour ou d’avoir eu des rapports sexuels avec une femme. Il est possible que ses origines sardes et son affiliation au paganisme aient envenimé les tensions. Symmaque dément les accusations devant Théodoric. D’après Ennode, son soutien n’aurait pas été acquis. Avec l’aide du roi, des documents sont forgés pour montrer les cas de clercs pardonnés des mêmes crimes dont est accusé Symmaque. Parmi ceux-ci, le pape Léon Ier. Tout comme Gélase, ce serait dans le but de restaurer son autorité longtemps contestée après sa mort.

### Hormisdas (514-523)
Contrairement à ses prédécesseurs depuis Félix III, Hormisdas vient d’une riche famille romaine. Son plus grand accomplissement est la réconciliation avec l’Empire byzantin à la suite du schisme initié par Gélase Ier[réf. à confirmer]. Le Libellus Hormisdae établit clairement Rome comme siège de l’Église chrétienne. Sa longue correspondance avec le patriarche byzantin nous informe aussi d’un léger changement de perception au sujet du concile de Chalcédoine. Il est plus tard nommé patriarche œcuménique tout comme son successeur Agapet (535-536). Son fils biologique deviendra aussi pape sous le nom de Silvère et occupera son poste de 536 à 537.
Le Liber Pontificalis décrit la résolution de ce conflit comme une branche d’olivier tendue par Hormisdas et refusée par l’empereur. Celui-ci est frappé par la foudre après avoir tenter de corrompre les prélats lui amenant la déclaration de paix dont fait partie Ennode. L’auteur fait ensuite l’éloge de Justin I qui aurait été approuvé par Hormisdas. Cependant, des études récentes montrent que ce traité était avant tout d’ordre diplomatique et a eu peu de chance de provoquer quelconque colère divine. Selon le Liber Pontificalis, Hormisdas persécute aussi les Monophysites mais comme pour Gélase et Symmaque, il nous est permis de douter sur la véracité de ces affirmations.

### Les papes intermédiaires (523-536)
Jean Ier (523-526) est connu pour son voyage à Constantinople pour défendre la doctrine arianiste devant l’empereur Justin. Il trahit les ordres de Théodoric et est emprisonné à Ravenne où il meurt dans des circonstances suspectes.
On sait peu de choses sur son successeur, Félix IV. Son règne est qualifié de paisible et il assiste à la mort de Théodoric. À sa mort, Dioscore et Boniface II sont élus simultanément, menant à un autre conflit de succession. Dioscore, soutenu par l'empereur byzantin, meurt quelques mois plus tard, laissant le poste à Boniface II. Il tente de désigner un successeur de son vivant mais ce décret est détruit sous la pression populaire. Il est remplacé par Jean II dont on ne sait pas grand-chose mis à part le fait que ses rapports avec Justinien semblent avoir été cordiaux.

### AgapetIer(535-536) et le retour de Justinien
Fils de prêtre et issu d’une noble famille, ce pape est surtout connu pour avoir tenter de créer la première université chrétienne avec l’aide de Cassiodore. Ce projet avait pour but d’enseigner les arts libéraux. Cassiodore pensait que l’apprentissage de ceux-ci était la meilleure façon de préparer les futurs clercs à l’études des Écritures et de contrer la rhétorique païenne. Malheureusement, cette entreprise fut coupée court par la reconquête de Justinien et le départ de Cassiodore à Constantinople. Agapet avait d’ailleurs pressé Justinien d’entamer sa reconquête de l’Italie. Des révoltes font alors rage et l’Empire byzantin est vu comme la possibilité de ramener une certaine stabilité politique en Italie.

### Les derniers papes (536-554)
Silvère (536-537), fils biologique d’Hormisdas, est ordonné par Teodahad sans consultation du clergé de Rome. La frustration générée par cette élection contribue au déclenchement des guerres gothiques. Il se fait ensuite trahir par son envoi qui obtient de Justinien le titre de pontife en échange de faveurs. Silvère est déposé neuf mois plus tard par Vigile.
Malgré un règne plus long, on a très peu de d’archive du règne de Vigile (537-555). Pour montrer son allégeance à Justinien, il doit se rendre à Constantinople pour ratifier trois chapitres anti-Chalcédoniens, ce qui ne se fait pas sans tensions. Après quatre ans de débats et une fuite de Vigile, il accepte ces conditions. Il meurt sur le chemin du retour à Rome, sans avoir vécu directement les guerres gothiques.